# Белладжио (Гонконг)
Белладжио (Bellagio, 碧堤半島) — высотный жилой комплекс, расположенный в Гонконге, в округе Чхюньвань, в районе Самчен. Состоит из двух частей: построенной в 2005 году 64-этажной башни Белладжио 1-5 (206 м) и построенной в 2002 году 60-этажной башни Белладжио 6-9 (179 м). Комплекс закончен в 2005 году, построен на месте снесённого пивоваренного завода компании San Miguel Corporation (имеет свою набережную, пляж и бассейн). Девелоперами комплекса Белладжио являются компании Wheelock & Co и The Wharf (Holdings).
|         |         |         |
| Площадь | Бассейн | Площадь |